# الدعاية في حرب الأدغال الروديسية

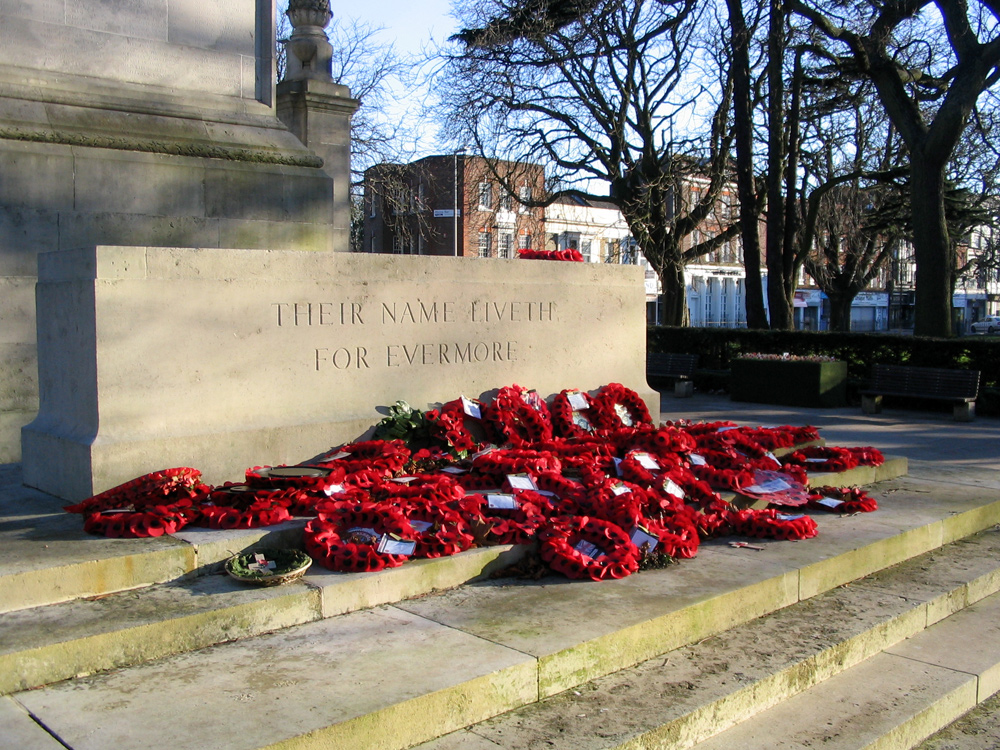
يوضع الخشخاش أمام النصب التذكاري في ساوثهامبتون، إنجلترا. غالبًا ما استخدمت جهود الدعاية الروديسية التي تستهدف بريطانيا مثل هذه الرمزية للتأكيد على مساهمة رودسيا في الجانب البريطاني خلال الحربين العالميتين ، واتهام الحكومة البريطانية بالخيانة.

خلال حرب الأدغال الروديسية، شنت كل من الفصائل المشتبكة حربًا إعلامية وسياسية: من جهة، الحكومة الروديسية (بقيادة رئيس الوزراء إيان سميث من الجبهة الروديسية)؛ ومن جهة أخرى، الحكومة البريطانية ودول الكومنولث؛ وثالثًا، الاتحاد الوطني الأفريقي الزيمبابوي وجيش العصابات التابع له المعروف بجيش التحرير الوطني الأفريقي لزمبابوي؛ ورابعًا، الاتحاد الأفريقي الشعبي الزيمبابوي وجناحه المسلح، الجيش الثوري الشعبي لزمبابوي.
ابتداءً من عام 1965، نفذت الحكومة الروديسية حملة إعلامية إستراتيجية ودبلوماسية عامة منسقة، والتي تضمنت الدعاية والرقابة والحرب النفسية، بهدف الحفاظ على دعم الأغلبية السوداء في البلاد في مواجهة الاختراق والتلقين العقائدي لجيشي التحرير الوطني الأفريقي الزيمبابوي والثوري الشعبي في زيمبابوي، وكذلك لمناشدة عامة الشعب البريطاني، علّه يبدأ بسؤال الحكومة البريطانية عن وضع رودسيا.

## العمليات المعلوماتية

### جهود الدعاية الروديسية في الغرب
بدأت الحكومة الروديسية جهود الدعاية البيضاء -أي الدعاية التي توضح أصلها بصدق- في أكتوبر 1965، مع نشر وتوزيع كتيب بعنوان قضية رودسيا من أجل الاستقلال، والذي وزِع داخل رودسيا وصُدر إلى بريطانيا. هدفَ كتيب قضية رودسيا من أجل الاستقلال إلى مواجهة ادعاء الحكومة البريطانية بأن حكومة رودسيا لا يمكنها الحصول على الاستقلال لافتقارها للشرعية في ظل السياسة التي تبنتها بريطانيا مؤخرًا والتي تقول لا استقلال ما لم تحكم الأغلبية. طُلب من القراء البريطانيين «دعم الروديسيين وقت الشدة». عندما أصدرت رودسيا إعلان استقلالها من جانب واحد بعد شهر، كان الهدف من توقيت الإعلان ذاته هو الدعاية: لم يقتصر الأمر على توقيع الوثيقة في 11 نوفمبر (يوم الهدنة)، ولكن تعداها إلى إرسال البرقية الرسمية إلى لندن في تمام الساعة 13:00 بتوقيت سالزبوري -11:00 بتوقيت لندن، وهي اللحظة التي تبدأ فيها بريطانيا الصمت التقليدي لمدة دقيقتين لتكريم قتلى الحربين العالميتين الأولى والثانية.
وزِعت رسائل جوية مطبوعة خصيصًا على المنازل في المناطق الروديسية التي سكانها على اتصال مع أوروبا، وبالتالي يمكنهم إرسالها إلى الأصدقاء والمعارف في الخارج. تضمنت الرسائل الجوية رسالة مطبوعة مسبقًا لدعم حكومة رودسيا مع وجود مساحة للمرسل لإدراج ملاحظة شخصية. وأعدت منشورات تزعم أن الحكومة البريطانية وهيئة الإذاعة البريطانية (بي بي سي) شاركتا في بث برامج تخريبية إلى رودسيا من خلال موجات الإذاعة الزامبية. جرى تشجيع عدد من المنظمات الوطنية من بينها حزب الجبهة الروديسية ورابطة الصدق على الكتابة إلى الأصدقاء في الخارج وشرح موقف رودسيا.
في فبراير 1966 وسعت الحكومة الروديسية جهودها لتصل إلى الولايات المتحدة. ففتحت مكتبًا إعلاميًا في واشنطن وبدأت في نشر ملصقات تحمل شعار «ادعموا رودسيا». عندما فرضت كل من الأمم المتحدة والحكومة الأمريكية عقوبات على رودسيا، واصل المكتب الإعلامي الروديسي العمل بدعم من مجموعات الواجهة من بينها: «أصدقاء رودسيا» (وهي جماعة ضغط مقرها الولايات المتحدة مرتبطة ارتباطًا وثيقًا بالمكتب الإعلامي الروديسي) و«الرابطة الأمريكية الروديسية» (قوة استيطانية مؤيدة للداخل مقرها الولايات المتحدة يدعمها اليمين السياسي).
شاركت الجبهة الروديسية أيضًا في جهود الدعاية السوداء. ففي الواقع أعد الروديسيون كتيبات لتوزيعها على الناخبين في إنجلترا، وزُعم أنها تأتي من «جمعية تيودور روز لحماية طريقة الحياة البريطانية» (والتي اكتُشف لاحقًا أنها غير موجودة). تلقى بعض أفراد سلاح الجو الملكي في زامبيا نسخًا من تعميم قيل أنه جاء من منظمة تُدعى «جمعية أصدقاء القوات البريطانية في رودسيا» وترأسها مجموعة سرية من كبار الضباط البريطانيين. وحذرهم التعميم من اتخاذ اجراءات ضد «الأهل والأقارب في رودسيا».
احتشد المحافظون في الولايات المتحدة لقضية رودسيا. في عام 1961 شُكلت اللجنة الأمريكية لمساعدة مقاتلي كاتانغا من أجل الحرية للضغط على الولايات المتحدة للاعتراف بكاتانغا. أسس المجموعة مارفن ليبمان وكان رئيسها ماكس ييرغان. ضم مجلس إدارتها بعض المحافظين البارزين مثل السناتور إيفريت ديركسن، وويليام إف. باكلي جونيور، والسناتور جيمس إيستلاند، وجورج شويلر، وجيمس بيرنهام، وتايلور كالدويل، وويليام إيه. روشر، وجون دوس باسوس، وإل. برنت بوزيل جونيور. ومن أمثلة الدعاية التي تبنتها المجموعة قائمة بيرنهام التي أعلن فيها أن ما يريده القوميون الأفارقة هو «تدمير قوة وامتيازات الرجال البيض؛ والاستيلاء على ممتلكاتهم أو معظمها؛ والسماح للرجال البيض بالبقاء فقط كخدم وعمال»، ما دفعه لإعلان دعمه لولاية كاتانغا، التي حكمها مويز تشومبي وأيدتها بلجيكا سرًا. وكانت خطوط المعركة التي شكلتها مسألة اعتراف الولايات المتحدة بكاتانغا كررت نفسها فيما يتعلق برودسيا فالأشخاص ذاتهم الذين ناصروا كاتانغا فعلوا المثل مع رودسيا في حين أن الذين عارضوا كاتانغا باعتبارها «زائفة» كانوا معارضين أيضًا وبشدة لرودسيا.
في عام 1966 ولدت اللجنة الأمريكية لمساعدة مقاتلي كاتانغا من أجل الحرية من جديد باسم الرابطة الأمريكية الأفريقية مع وجود ييرغان في منصب الرئيس أو الرئيس المشارك، مع شعارات متطابقة تقريبًا، ونفس مجلس الإدارة، ونفس القوائم البريدية، والعنوان ذاته في نيويورك، جادة ماديسون 79، والذي كان أيضًا المقر الرئيسي لمارفن ليبمان وشركائه. في الوقت نفسه، جرى الكشف عن أن شركة العلاقات العامة مارفن ليبمان وشركائه عُينت من قبل المكتب الإعلامي للحكومة الروديسية لمحاولة تحسين صورة رودسيا في أمريكا. بل وأكثر الجماعات تطرفًا كانت جماعات مثل أصدقاء رودسيا الأمريكيين التي أسسها لوبي الحرية اليميني المتطرف، وجمعية جون بيرش التي انخرطت في دعاية عنصرية شديدة كانت تضر أكثر مما تنفع بحسب اعتقاد كينيث توسي، رئيس مكتب الإعلام في نيويورك. كتب توسي حول مجموعات مثل أصدقاء رودسيا الأمريكيين، في رسالة عام 1966: «لقد فكرنا في الحكمة أن نتعاون معهم من مسافة بعيدة».
في يونيو 1966 نشرت وزارة الإعلام الروديسية كتيبًا حول رودسيا في الإطار الإفريقي يقول: تحطمت آمال وتوقعات الجماهير [الأفريقية] مأساة بعد مأساة... بقيت جزيرة واحدة سليمةً نسبيًا في كاتانغا الغنية... لكن الأمم المتحدة شنت حربًا لتدمير هذه الحكومة الانفصالية أو «المتمردة»... من المألوف اليوم غض الطرف عن مأساة الكونغو، وحتى الإيحاء بأنها حالة استثنائية لا ينبغي للأوروبيين في رودسيا أن يستخلصوا منها نتائج غير مبررة. على الرغم من كونها محرجة، لكن دروسها موجودة ليتعلمها العالم وليس رودسيا فقط. في كندا، أسس جيرالد هارت وجون بالدوين أصدقاء رودسيا بما مجموعه 200 شخص بحلول عام 1966. أخبر هارت مجلة ماكلين أنه لم يكن عنصريًا، ولكنه كان مع رودسيا «لأنهم نفس نوع الأشخاص الذين ساعدوا في بناء كندا. لماذا يجب طردهم من قبل مجموعة من السكان الأصليين المتوحشين؟ لا، لا أريد أن تتزوج ابنتي بواحد منهم. لأنها ستفقد كلا العرقين».
في نوفمبر 1966 نشرت الرابطة الأمريكية الأفريقية إعلانًا يعرض خريطة لأفريقيا في صحيفة نيويورك هيرالد تريبيون بعنوان «السيادة... والفتنة» التي تضم جميع الدول الأفريقية المستقلة حديثًا والتي شهدت انقلابات وحروبًا أهلية في العام الماضي، بما يعني ضمنًا أن عدم السماح لغير الملونين بالتصويت من ِشأنه أن يحدث فوضى. أعلن كتيب صادر عن الرابطة الأمريكية الأفريقية منذ عام 1966: «في حالة فشل رودسيا، ستعاني إفريقيا كلها... ستغرق الفوضى النظام، ولن تفشل إفريقيا في قراءة الرسالة التي تنازلت عنها الحضارة الغربية». كانت المجموعة الأخرى الموالية لرودسيا هي المجلس الأمريكي للجنوب الأفريقي برئاسة ليك هاي، وهو ناشط سياسي جنوبي معروف بدعمه للفصل العنصري في موطنه كارولاينا الجنوبية. كانت دعاية المجلس عنصرية بشكل صارخ مثل هذه المقالة التي برزت في مجلة أمريكان ساوث أفريكا ريفيو في عام 1970 إذ صرحوا أن «الأميركيين الذين يعانون من مثل هذه التشريعات الشنيعة المعروفة بقانون الحقوق المدنية (الإسكان القسري) لعام 1968 لا يمكنهم إلا أن ينظروا بحسد إلى الروديسيين». في عام 1968 أيد المجلس جورج والاس لمنصب الرئيس بسبب تصريحاته بأنه إذا جرى انتخابه رئيسًا فإنه سيعترف برودسيا ويستخدمها كنموذج لحل «مشكلة الزنوج» في أمريكا.